# Bekya, Piriyapatna
Bekya là một làng thuộc tehsil Piriyapatna, huyện Mysore, bang Karnataka, Ấn Độ.